# Školství v Třebíči
Školství v Třebíči se zabývá historií a současnosti vzdělávání v Třebíči.

## Historie

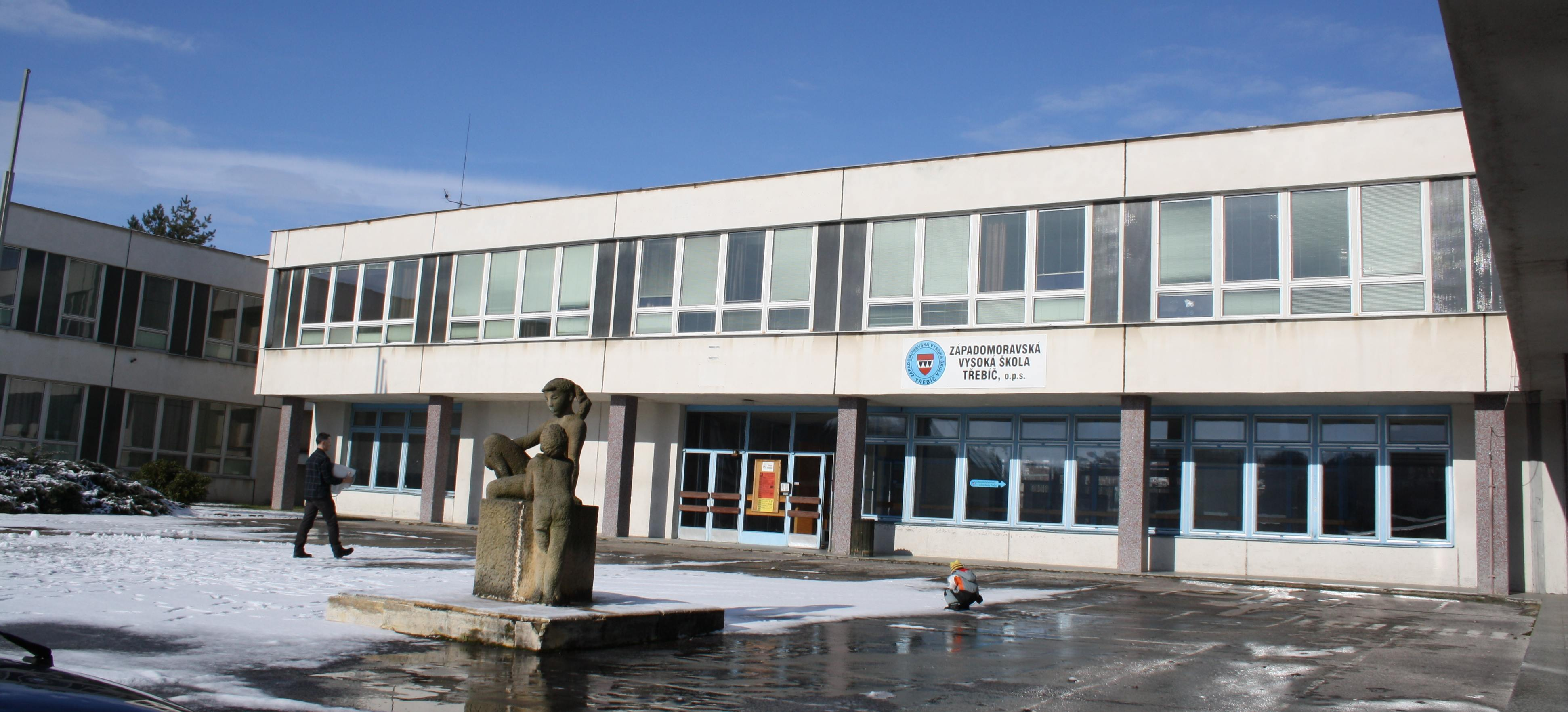
Západomoravská vysoká škola Třebíč

Podle Vlastivědy moravské byli první vzdělanci v Třebíči učeni již v klášteře benediktinů, prof. Dvorský se odkazuje na autora latinského formuláře Liber a missionibus regum (což byl vlastně návod k psaní královských dopisů) z roku 1292, na Zdeňka z Třebíče (Zdenko de Trebecz) a také na císařského notáře Adama, syna Petra z Třebíče, ten měl v roce 1406 potvrdit listiny třebíčského rychtáře Martina.
První městská škola, zřízená v polovině 15. století, stála v tehdejší Masařské ulici. Podle urbáře byla v roce 1556 nahrazena školou poblíž Martinské brány, mezi rektory školy patřili např. Mikuláš Rožmberský nebo Eliáš Histurgius Bílský. Další školou, která je zmiňována od roku 1557, je škola bratrského sboru. Na udání rektora městské školy v roce 1557 měla být Burianem Osovským zrušena, stalo se tomu až po druhém příkazu Ferdinanda I., v roce 1575 byla škola spolu se školou v Ivančicích obnovena a byla pro ni zakoupena budova na Jejkově. Prof. Dvorský uvádí několik absolventů třebíčské školy, kteří pokračovali ve studiích na různých vyšších školách.

Po třicetileté válce měla v Třebíči zůstat pouze škola městská a škola prvního stupně, byla pouze chlapecká a podle zprávy z roku 1671, tam se měla vyučovat matematika, psaní, hudba, němčina, čeština a náboženství v obou jazycích. Po roce 1787 bylo rozhodnuto o stavbě školy na Jejkově, byla postavena v zahradě sousedského špitálu, tam v roce 1847 i vyhořela. Byla znovu vybudována a na tomtéž místě zůstala až do roku 1888, kdy došlo k reorganizaci školských okresů a tato budova se stala městským sirotčincem. V této době, přesněji v roce 1817, byla zřízena i městská dívčí škola. Roku 1874 bylo Němci požádáno o zřízení dívčí německé měšťanské školy, později byla založena chlapecká německá škola a po počeštění gymnázia v roce 1888 i chlapecká měšťanská škola s německou výukou. Také česká strana ovšem na konci 19. století nechala založit chlapeckou i dívčí měšťanskou školu. V roce 1906 tak studovalo na třebíčských měšťanských a obecných školách 944 žáků v chlapeckých školách, 1014 žákyň v dívčích školách a 225 žáků a žákyň na německé obecné škole. Tyto žáky (celkem 2183 žáků) vychovávalo v tomtéž roce 54 kantorů.
Vyšší školství v 19. století mělo v Třebíči také zastoupení, v roce 1871 bylo založeno gymnázium Třebíč, prvním ředitelem byl ustanoven prof. Alois Vaníček, do roku 1873 probíhala výuka v češtině. Až do roku 1888 probíhala výuka některých tříd pouze v německém jazyce, ale již v roce 1880 byla znovuobnovena výuka 3. třídy v jazyce českém, později i třídy čtvrté. Do té doby se učily česky pouze první dvě třídy. V roce 1886 byla založena pokračovací průmyslová škola a na ní i odborný kurs obuvnický. V roce 1901 tu otevřeli českou dvoutřídní obchodní školu, o rok později i jednoletý kurs pro dívky. V téže škole se učili i učňové pokračovací obchodnické školy. Také byla založena dvoutřídní Zimní hospodářská škola, která učila děti zemědělců pouze v zimním období.

#### Po roce 2000
Ve městě se nachází jedna soukromá vysoká škola, založená v roce 2003, a to Západomoravská vysoká škola Třebíč, která již nefunguje od roku 2019. Dále je ve městě devět středních škol, z toho dvě gymnázia (jedno klasické, jedno katolické), čtyři odborné školy, jedna hotelová a jedna ekonomická škola, další střední školou je soukromá střední škola řemesel a podnikání. Základních škol se v Třebíči nachází osm, z nich se jedna věnuje dětem s různými postiženími, další školou je Základní umělecká škola Třebíč.
V Třebíči se provozují i jiné výchovné a zájmové činnosti. Existují zde skautské a sokolské oddíly, podprahový klub Zámek, studentský klub Halahoj, dům dětí a mládeže Hrádek (jenž byl v roce 2014 přejmenován na Dům dětí a mládeže Třebíč a přestěhován do nové budovy v bývalém areálu borovinských závodů) pořádající zájmové činnosti a další skupiny pro děti a mládež. Ke konci roku 2015 byl na třebíčské radnici otevřen koutek pro matky s dětmi, který matky mohou využít při jednání na úřadech či případně také při nakupování na náměstí. V roce 2021 by měla být v Třebíči otevřena Lesní školka v zahradě nedaleko polikliniky Vltavínská. V listopadu 2020 bylo oznámeno, že školka by měla být otevřena v zahradě u Alzheimer centra, první žáci by měli do školky začít chodit od září roku 2021.

## Seznam škol v Třebíči

Grafy počtu studentů, učitelů, tříd a počtu počítačů na středních školách zřizovaných krajem v Třebíči

### Vysoké školy
- Západomoravská vysoká škola Třebíč (2003–2019)

### Střední školy

#### Zřizované krajem Vysočina
- Gymnázium Třebíč
- Hotelová škola Třebíč (fakticky zanikla v roce 2014, kdy se sloučila s Obchodní akademií Dr. Albína Bráfa)
- Bráfova akademie Třebíč, střední škola a Jazyková škola s právem státní jazykové zkoušky
- Střední průmyslová škola Třebíč (součástí je Muzeum staré zemědělské techniky)
- Střední škola řemesel Třebíč (sloučená v roce 2014 do Střední průmyslové školy)
- Střední škola stavební Třebíč
- Vyšší odborná škola a Střední škola veterinární, zemědělská a zdravotnická Třebíč

#### Zřizované církví
- Katolické gymnázium Třebíč

#### Soukromé školy
- Akademie práva, pedagogiky a podnikání, s.r.o. Střední škola Třebíč (dříve Soukromá střední odborná škola a Střední odborné učiliště)

### Základní školy

#### Zřizované městem
- ZŠ Na Kopcích
- ZŠ Benešova
- ZŠ ul. Kpt. Jaroše
- ZŠ Horka-Domky
- ZŠ T. G. Masaryka
- ZŠ Týnská, dříve ZŠ Sokolovská, v září 1983 byla postavena nová osmitřídní budova za 9 mil. Kč[11]
- ZŠ Bartuškova, dříve Základní škola Gustava Klimenta, 25. března 1983 byla ve škole otevřena síň tradic školy,[12] v roce 2025 byla uzavřena tělocvična a bazén sportovní školy.[13]
- ZŠ Světlo, škola sídlí v budově dřívějšího zemědělského učiliště na Demlově ulici, v roce 2021 proběhly úpravy budovy učiliště.[14]

#### Zřizované krajem Vysočina
- ZŠ Cyrilometodějská
- ZŠ a MŠ při zdravotnických zařízeních kraje Vysočina

### Mateřské školy
- Speciální mateřská škola Třebíč
- Mateřská škola DUHA Třebíč
- Mateřská škola Třebíč, Cyrilometodějská
- Mateřská škola Třebíč, Demlova
- Mateřská škola Třebíč, Benešova – spolupracuje s domovem důchodců, kdy děti ze školky navštěvují seniory.[15]
- Mateřská škola "Čtyřlístek" Třebíč, Kubišova
- Mateřská škola Třebíč, Obránců míru
- Mateřská škola Třebíč, Bartuškova
- Mateřská škola "Kaštánek" Třebíč, Gorazdovo nám.
- Mateřská škola Třebíč, U obůrky
- Mateřská škola Třebíč, Okružní
- Mateřská škola Světýlko
- Kindergarten At The Castle - Mateřská škola Na Hradě, škola byla v roce 2021 přesunuta do nových prostor v bývalém areálu BOPO a byla rozšířena o jednu třídu[16][17]
- Lesní školka u Alzheimer centra (ve spolupráci se spolkem Chaloupky)[18][16]

### Základní umělecké školy
- ZUŠ Resonance (v roce 2012 sloučena do ZUŠ Třebíč)[19]
- ZUŠ Třebíč – v roce 2024 byla zrušena pobočka v Jaroměřicích nad Rokytnou a učebny v budově bývalé ZUŠ Resonance byly přesunuty do budovy Fórum, kde sídlí ZUŠ Třebíč.[19]

### Další školská zařízení
- Centrální školní jídelna Třebíč
- Dům dětí a mládeže Třebíč